# Benthana olfersii
Benthana olfersii är en kräftdjursart som först beskrevs av Brandt 1833.  Benthana olfersii ingår i släktet Benthana och familjen Philosciidae. Inga underarter finns listade i Catalogue of Life.